# Tameer Commercial Tower
La Tameer Commercial Tower est un gratte-ciel de bureaux dont la construction a débuté en 2008. La tour est la plus grande du complexe Tameer Towers qui comprend les tours A, B, C, et D. Les tours Tameer sont situées dans un quartier d'Abou Dabi appelé Al Reem Island, une zone de développement nouvelle. L'ensemble du complexe sera caractérisé par un grand luxe et comportera entre autres des suites, des piscines. Néanmoins, la construction est en attente et la date de reprise des travaux n'a pas été communiquée.